# Emiljano Vila
Pour les articles homonymes, voir Vila.
Ne doit pas être confondu avec Emiliáno Víla.
Emiljano Vila, né le 12 mars 1988 à Durrës, en Albanie, est un footballeur international albanais qui évolue au poste d'ailier droit à l'AO Kerkyra.

## Carrière

### En club
Vila a commencé sa carrière avec l'équipe de sa ville natale : le KS Teuta Durrës en 2006. Il fait ses débuts le 26 novembre 2006 en match aller contre Partizan Tirana. Vila est rentré sur le terrain à la place de Bledar Mançaku à la 77e minute du match. Son premier but est venu dans la huitième apparition de sa carrière le 10 mars 2007 contre KS Luftëtari Gjirokastër. Vila a joué tout le match et a marqué le premier but à la 47e minute. Le match s'est terminé sur un 3-0 pour le KS Teuta Durrës après deux nouveaux buts par Daniel Xhafaj et Bledar Mançaku
Il signe un contrat de quatre ans avec les champions de Croatie NK Dinamo Zagreb le 19 juin 2009.

### Carrière internationale
Vila a fait ses débuts pour la sélection nationale albanaise en 2009 dans un match amical contre la Géorgie. Il a également joué pour la sélection nationale albanaise en match amical contre l'AC Milan qui s'est terminé 3-3. Vila a marqué un des buts mais celui-ci ne peut pas compter sur les statistiques de l'équipe nationale A albanaise, car le match n'était pas joué contre une autre équipe nationale A. 
Le 27 mai 2012, lors d'un match amical contre l'Iran (victoire 1-0), il inscrit, à l'heure de jeu, l'unique but de la rencontre, infligeant ainsi à la Team Melli sa première défaite depuis que Carlos Queiroz a pris les rênes de l'équipe en avril 2011. 
Vila est l'un des plus talentueux joueur de football albanais.

## Palmarès
- Championnat d'Albanie : 2018